# 圭峰宗密
圭峰宗密禪師（780年—841年），生於唐德宗建中元年，俗姓何，名炯，號宗密，唐代果州西充（今四川西充縣）人，法嗣華嚴四祖清涼澄觀。華嚴宗第五祖。因常住圭峰草堂寺（位於今中國陝西戶縣），世稱圭峰禪師。又稱「草堂和尚」。中晚唐荷澤系下的禪門高僧。唐宣宗時，追謚定慧禪師。

## 生平
家富足，少年讀儒書，20歲接触佛學。時二十五歲，緣遇荷澤神會系下的道圓禪師，後追隨道圓，棄儒入佛。807年（元和2年）28歲进京赴考，途次遂州（今四川遂寧市）大雲寺，在道圓門下出家，808年（元和3年）受具足戒。從道圆學習《华严法界观门》，成為華嚴宗第五代傳人。於府吏任灌家，獲《圆觉经》，研讀後，豁然大悟。經道圓指示，開始游腳四方，尋求善知識。
810年（元和5年），至恢覺寺，參禮靈峰禪師。靈峰禪師為清涼澄觀弟子，當時正在病中，將其師《華嚴經疏》及《隨疏演義鈔》，授與宗密。宗密後拜訪清涼澄觀，具以弟子之禮，在其門下修學兩年。
唐憲宗元和十一年（西元八一六年）春，於終南山智炬寺，作《圓覺科文》，《纂要》二卷。元和十四年於興福寺，作《金剛纂要疏》一卷，《鈔》一卷。元和十五年春，於上都興福、保壽二寺，集《唯識疏》二卷。唐穆宗長慶元年(西元八二一年)，退居鄂縣草堂寺。
據《五祖圭峰大師傳》記載：     長慶二年春，重治《圓覺經解》；又於南山豐德寺制《華嚴綸貫》五卷。三年夏，於豐德寺纂《四分律疏》三卷。至冬初，《圓覺經》著述功成，有《大疏》三卷、《大疏鈔》十三卷。後又著《略疏》兩卷、《小鈔》六卷、《道場修證儀》十八卷。並前後著《涅槃》、《起信》、《蘭盆》、《行願》、《法界觀》等經論疏鈔，並集諸宗禪言為《禪源諸詮集》（今僅存序），及酬答書偈議論等，總九十餘卷。
828年（太和2年），唐文宗诏入内殿，赐紫方袍。裴休成為他的弟子。835年（大和9年）因在甘露之变中藏匿李训而得罪仇士良，幾死，後為鱼弘志所救。841年（會昌元年）卒。宗密於正月六日示寂於興福塔院。臨終時告誡門人，令舁屍施鳥獸，骨焚散之，言訖坐化。二十二日，道俗奉全身於圭峰；二月十三日荼毘，得舍利，明白潤大。後門人泣而求之，皆得於煨燼，乃藏之於石室，塔曰青蓮。壽六十有二，臘三十四。

## 佛學思想
圭峰宗密認為當時流行於中華的、十分民間宗教化的亣乘佛教所認可之因菓論，過於簡單化了大乘佛教所認可的業報論，他指出了因菓論當中難以自圓其說的地方，表示如果認為人的肢體能夠造業，則難以解釋為何尚未完全腐壞的屍體不能夠造業；如果認為人的干栗多（肉質心）能夠造業，則難解釋它如何能夠與各個肢體相通以造業；如果認為人的質多（識心）能夠造業，則難以解釋它如何能夠在沒有實體的和時起時滅的情況下造業和受報，圭峰宗密亦指責小乘佛教沒能妥善解釋無我論思想，因此他主張以阿賴耶識論和如來藏論作為對於這些問答的解答方案。

## 著作
他是最早收集禪宗語錄跟整理禪宗文獻的先驅，提倡「教禪一致」。《圓覺經》最早的提倡者。
著有
1. 《原人論》1 卷、
2. 《禪源諸詮集》100 卷（現僅存序）、
3. 《圓覺經大疏釋義抄》13卷、
4. 《起信論注》4 卷、
5. 《华严经行愿品疏钞》 6卷、
6. 《注华严法界观门》1卷、
7. 《华严经法界观科文注》1卷、
8. 《华严心要法门注》1卷、
9. 《圆觉经大疏》12卷、
10. 《圆觉经略疏》 4卷、
11. 《金刚经疏论纂要》2卷、
12. 《佛说盂兰盆经疏》2卷、
13. 《圓覺經道場修證儀》18卷、
14. 《中华传心地禅门师资承袭图》1卷等。

## 師承
- 清涼澄觀

## 現代考證
據裴休〈圭峰定慧禪師碑〉，圭峰宗密的師承源自荷澤神會，屬荷澤宗。胡適根據圭峰宗密《圓覺經略疏鈔》以及敦煌遺書考據，圭峰宗密的師承來自淨眾宗，傳承中的神會，為淨眾寺神會，不是荷澤神會。學者冉雲華認為，南印唯忠曾經受法於荷澤神會，再至淨眾寺神會門下，因此造成混淆，支持將圭峰宗密歸於荷澤宗的傳統說法。

## 弟子
- 圭峰溫
- 慈恩寺太恭
- 興寺太錫
- 萬乘寺宗
- 瑞覺寺覺
- 化度寺仁瑜
- 玄珪
- 智輝[1]